# San José de Conitaca
San José de Conitaca är en ort i Mexiko.   Den ligger i kommunen Elota och delstaten Sinaloa, i den centrala delen av landet, 900 km nordväst om huvudstaden Mexico City. San José de Conitaca ligger 87 meter över havet och antalet invånare är 806.
Terrängen runt San José de Conitaca är platt åt sydväst, men åt nordost är den kuperad. Runt San José de Conitaca är det ganska glesbefolkat, med 42 invånare per kvadratkilometer. Närmaste större samhälle är El Carrizo, 12,2 km söder om San José de Conitaca. Omgivningarna runt San José de Conitaca är en mosaik av jordbruksmark och naturlig växtlighet.